# New York Jets 2022
La stagione 2022 dei New York Jets è stata la 63ª della franchigia, la 53ª nella National Football League e la seconda con Robert Saleh come capo-allenatore.
La squadra ebbe una partenza positiva e con una vittoria nella settimana 7 sui Denver Broncos migliorò il suo record di 4–13 della stagione precedente. Tuttavia malgrado l'avere iniziato con un bilancio di 7-4, i Jets collassarono nel finale di stagione. Le loro speranze di playoff si annullarono con una striscia di sei sconfitte consecutive, non riuscendo a segnare alcun touchdown nelle ultime tre gare e venendo eliminati dalla corsa alla post-season con una sconfitta nella settimana 17 contro i Seattle Seahawks. Un'altra sconfitta contro i Miami Dolphins la settimana successiva portò il club a terminare sul 7–10 record, la terza stagione consecutiva con almeno dieci sconfitte. Fu anche il dodicesimo anno consecutivo che i Jets non si qualificarono per i playoff, superando il record di franchigia negativo stabilito nel periodo 1970–1980. Conclusero inoltre con più sconfitte che vittorie per il settimo anno consecutivo. 
Malgrado prestazioni negative dell'attacco guidato dal quarterback al secondo anno Zach Wilson e segnando meno di sette punti in tutte le ultime tre gare, la difesa migliorò notevolmente, classificandosi quarta in punti subiti e yard concesse. I Jets divennero anche la terza squadra della storia a vincere sia il premio di rookie offensivo dell'anno e di rookie difensivo dell'anno nella stessa stagione, andati rispettivamente a Garrett Wilson e Sauce Gardner.

## Scelte nel Draft 2022
| Scelte dei Jets nel Draft 2022 |        |                  |       |               |
| Giro                           | Scelta | Giocatore        | Ruolo | College       |
| 1                              | 4      | Ahmad Gardner    | CB    | Cincinnati    |
| 1                              | 10     | Garrett Wilson   | WR    | Ohio State    |
| 1                              | 26     | Jermaine Johnson | DE    | Florida State |
| 2                              | 38     | Breece Hall      | RB    | Iowa State    |
| 3                              | 101    | Jeremy Ruckert   | TE    | Ohio State    |
| 4                              | 111    | Max Mitchell     | OT    | Louisiana     |
| 4                              | 117    | Micheal Clemons  | DE    | Texas A&M     |

## Staff
| Staff dei New York Jets nel 2022 |
| --- |
| Organi dirigenziali - Proprietario– Woody Johnson - Chairman/CEO – Christopher Johnson - Presidente – Hymie Elhai - General Manager – Joe Douglas - Assistente General Manager - Rex Hogan - Consigliere Senior – Neil Glat - Direttore senior, amministrazione del football – Dave Socie - Direttore del personale – Chad Alexander - Dirigente del personale – Rich Snead and Zach Truty - Osservatore dei college – Jon Carr Capo allenatore - Capo-allenatore - Robert Saleh - Assistente c.a./Attacco/Wide Receiver – Shawn Jefferson - Assistente c.a./Difesa/Inside Linebacker – Frank Bush Altri allenatori - Preparatore atletico – Justus Galac - Assistenti p.a. – Aaron McLaurin e Joe Giacobbe Allenatori dell'attacco - Coordinatore offensivo/Quarterback – Dowell Loggains - Running Back – Jim Bob Cooter - Tight End – John Dunn - Offensive Line – Frank Pollack - Assistente Offensive Line – Derek Frazier - Assistenti attacco – Bo Hardegree, Chris Kragthorpe e Hines Ward Allenatori della difesa - Coordinatore difensivo – Gregg Williams - Defensive Line – Andre Carter - Assistente senior/Outside Linebacker – Joe Vitt - Gioco sui passaggi/Defensive Back – Dennard Wilson - Assistente Defensive Back – Steve Jackson - Assistenti difesa – Robby Brown, Blake Williams ed Eric Sanders Allenatori dello special team - Coordinatore special team – Brant Boyer - Assistente special team – Jeff Hammerschmidt |

## Roster
| Roster dei New York Jets nel 2022 |
| --- |
| Quarterback - 19 Joe Flacco - 5 Mike White - 2 Zach Wilson Running Back - 32 Michael Carter - 20 Breece Hall - 25 Ty Johnson - 35 Zonovan Knight Wide Receiver - 10 Braxton Berrios - 84 Corey Davis - 11 Denzel Mims - 8 Elijah Moore - 16 Jeff Smith - 17 Garrett Wilson Tight End - 81 Lawrence Cager - 83 Tyler Conklin - 89 Jeremy Ruckert - 87 C.J. Uzomah Offensive Linemen - 71 Duane Brown T - 76 George Fant T - 67 Dan Feeney C - 68 Nate Herbig G - 60 Connor McGovern C - 61 Max Mitchell T - 78 Laken Tomlinson G - 75 Alijah Vera-Tucker G Defensive Linemen - 72 Micheal Clemons DE - 99 Vinny Curry DT - 91 John Franklin-Myers DT - 47 Bryce Huff DE - 52 Jermaine Johnson II DE - 58 Carl Lawson DE - 54 Jacob Martin DE - 98 Sheldon Rankins DT - 97 Nathan Shepherd DT - 94 Solomon Thomas DT - 95 Quinnen Williams DT Linebacker - 9 Kwon Alexander OLB - 57 C.J. Mosley MLB - 44 Jamien Sherwood MLB - 56 Quincy Williams OLB Defensive Back - 22 Tony Adams FS - 30 Michael Carter II CB - 21 Ashtyn Davis FS - 26 Brandin Echols CB - 1 Sauce Gardner CB - 37 Bryce Hall CB - 34 Justin Hardee CB - 29 Lamarcus Joyner FS - 4 D.J. Reed CB - 6 Jordan Whitehead SS Special Team - 42 Thomas Hennessy LS - 7 Braden Mann P - 14 Greg Zuerlein K Lista delle riserve - -- Rodney Adams WR (NF-Inj.) - 48 Nick Bawden FB (IR) - 77 Mekhi Becton T (IR) - -- Dru Samia G (PUP) - 64 Greg Senat T (NF-Inj.) Squadra di allenamento - 50 Bradlee Anae DE - 14 Tarik Black WR - 82 Irvin Charles WR - 63 Grant Hermanns T - 31 Craig James CB - 27 Zonovan Knight RB - 96 Jonathan Marshall DT - 33 Jimmy Moreland CB - 45 Hamsah Nasirildeen OLB - 62 Adam Pankey T - 79 Tanzel Smart DT - 70 Eric Smith T - 85 Diontae Spencer WR - 15 Chris Streveler QB - 55 Chazz Surratt OLB - 88 Kenny Yeboah TE 53 attivi, 4 inattivi, 21 nella squadra di allenamento |
| Legenda - I rookie sono in corsivo. - Il primo ruolo è il principale mentre gli eventuali successivi indicano i ruoli secondari. - (IR) sta per Injured Reserve ed indica la lista ristretta per un solo giocatore infortunato che può tornare ad allenarsi dopo la settimana 6 e a rientrare in prima squadra dopo che questa ha giocato 8 partite. - (NF-Inj.) / (NF-Ill.) stanno rispettivamente per Non-Football Injured e Non-Football Illness ed indicano le liste dove viene inserito un giocatore che ha un infortunio o una malattia non dipendente dal football americano. - (PUP) sta per Physically Unable to Perform ed indica la lista dove viene inserito un giocatore mentre è in attesa di recuperare la condizione fisica. Nella stagione regolare dopo la sesta partita giocata dalla propria squadra, il giocatore ha tempo tre settimane per riprendere ad allenarsi, più tre settimane aggiuntive dal suo rientro agli allenamenti per rientrare in prima squadra. |

## Precampionato
Il 12 maggio 2022 sono state annunciate le partite dei Jets nel precampionato.
| Precampionato |                |                       |           |        |                         |         |
| Settimana     | Data           | Avversario            | Risultato | Record | Stadio                  | Sintesi |
| 1             | 12 agosto 2022 | @ Philadelphia Eagles | V 24-21   | 1-0    | Lincoln Financial Field | Sintesi |
| 2             | 22 agosto 2022 | Atlanta Falcons       | V 24-16   | 2-0    | MetLife Stadium         | Sintesi |
| 3             | 28 agosto 2022 | New York Giants       | V 31-27   | 3-0    | MetLife Stadium         | Sintesi |

## Stagione regolare

### Calendario
Il calendario della stagione regolare è stato annunciato il 12 maggio 2022. Il gruppo degli avversari, stabiliti sulla base delle rotazioni previste dalla NFL per gli accoppiamenti tra le division nonché dai piazzamenti ottenuti nella stagione precedente, fu giudicato come il 17º più duro da affrontare tra tutti quelli della stagione 2022.
| Stagione regolare |                   |                          |           |        |                            |         |
| Settimana         | Data              | Avversario               | Risultato | Record | Stadio                     | Sintesi |
| 1                 | 11 settembre 2022 | Baltimore Ravens         | S 9-24    | 0-1    | MetLife Stadium            | Sintesi |
| 2                 | 18 settembre 2022 | @ Cleveland Browns       | V 31-30   | 1-1    | FirstEnergy Stadium        | Sintesi |
| 3                 | 25 settembre 2022 | Cincinnati Bengals       | S 12-27   | 1-2    | MetLife Stadium            | Sintesi |
| 4                 | 2 ottobre 2022    | @ Pittsburgh Steelers    | V 24-20   | 2-2    | Acrisure Stadium           | Sintesi |
| 5                 | 9 ottobre 2022    | Miami Dolphins           | V 40-17   | 3-2    | MetLife Stadium            | Sintesi |
| 6                 | 16 ottobre 2022   | @ Green Bay Packers      | V 27-10   | 4-2    | Lambeau Field              | Sintesi |
| 7                 | 23 ottobre 2022   | @ Denver Broncos         | V 16-9    | 5-2    | Empower Field at Mile High | Sintesi |
| 8                 | 30 ottobre 2022   | New England Patriots     | S 17-22   | 5-3    | MetLife Stadium            | Sintesi |
| 9                 | 6 novembre 2022   | Buffalo Bills            | V 20-17   | 6-3    | MetLife Stadium            | Sintesi |
| 10                | Riposo            | Riposo                   | Riposo    | Riposo | Riposo                     | Riposo  |
| 11                | 20 novembre 2022  | @ New England Patriots   | S 3-10    | 6-4    | Gillette Stadium           | Sintesi |
| 12                | 27 novembre 2022  | Chicago Bears            | V 31-10   | 7-4    | MetLife Stadium            | Sintesi |
| 13                | 4 dicembre 2022   | @ Minnesota Vikings      | S 22-27   | 7-5    | U.S. Bank Stadium          | Sintesi |
| 14                | 11 dicembre 2022  | @ Buffalo Bills          | S 12-20   | 7-6    | Highmark Stadium           | Sintesi |
| 15                | 18 dicembre 2022  | Detroit Lions            | S 17-20   | 7-7    | MetLife Stadium            | Sintesi |
| 16                | 22 dicembre 2022  | Jacksonville Jaguars (T) | S 3-19    | 7-8    | MetLife Stadium            | Sintesi |
| 17                | 1º gennaio 2023   | @ Seattle Seahawks       | S 6-23    | 7-9    | Lumen Field                | Sintesi |
| 18                | 8 gennaio 2023    | @ Miami Dolphins         | S 6-11    | 7-10   | Hard Rock Stadium          | Sintesi |

Note:
- Gli avversari della propria division sono in grassetto.
- Il simbolo "@" indica una partita giocata in trasferta.
- (M) indica il Monday Night Football, (T) il Thursday Night Football e (S) il Sunday Night Football.

## Premi
- Garrett Wilson:

Rookie offensivo dell'anno
- Sauce Gardner:

Rookie difensivo dell'anno

### Premi settimanali e mensili
- Braden Mann:

giocatore degli special team della AFC della settimana 2
- Garrett Wilson:

rookie della settimana 2
rookie della settimana 8
rookie della settimana 12
rookie della settimana 13
- Breece Hall:

rookie della settimana 4
running back della settimana 6
rookie della settimana 6
- Sauce Gardner:

rookie della settimana 5
difensore della AFC della settimana 7
rookie della settimana 7
rookie della settimana 9
- Quinnen Williams:

difensore della AFC della settimana 6
difensore della AFC del mese di ottobre
- Mike White:

quarterback della settimana 12
- Zonovan Knight:

rookie della settimana 14